# Wild Wild West
Wild Wild West (bra: As Loucas Aventuras de James West; palop/prt: Wild Wild West) é um filme estadunidense de 1999, dos gêneros faroeste, comédia, ação e aventura, dirigido por Barry Sonnenfeld, com roteiro baseado na série de televisão The Wild Wild West, criada por Michael Garrison e exibida no período de 1965 a 1969.
Embora popular, Wild Wild West não fez jus às expectativas de sucesso de seus criadores, como tinha sido Men in Black dois anos antes: ainda mais que alguns espectadores e críticos sentiram que repetiram coisas já feitas em Men in Black. Ele recebeu muitas críticas negativas. Lançado nos Estados Unidos em 30 de junho de 1999 pela Warner Bros. Pictures e produzido com um orçamento de US$170 milhões, Wild Wild West foi uma decepção comercial, arrecadando apenas US$113,8 milhões no mercado interno e US$108,3 milhões no exterior, totalizando US$222,1 milhões. O consenso crítico sobre o Rotten Tomatoes o chama de "falha de ignição bizarra, na qual mais atenção foi prestada aos efeitos especiais do que ao roteiro". O filme foi indicado a oito categorias do Framboesa de Ouro e ganhou cinco, incluindo o de pior filme e a pior música original para a música Wild Wild West. Robert Conrad, que fez James West no seriado, recebeu os prêmios para mostrar suas objeções ao filme.

## Sinopse
O governo dos Estados Unidos resolvem chamar o veterano da Guerra Civil Americana James West e o especialista em disfarces Artemus Gordon no intuito de livrar o velho-oeste do cientista maluco Arliss Loveless e suas engenhocas.

## Elenco
- Will Smith .... Capitão James T. “Jim” West
- Kevin Kline .... Artemus Gordon/Presidente Ulysses Grant
- Kenneth Branagh .... Dr. Airliss Loveless
- Salma Hayek .... Rita Escobar
- M. Emmet Walsh .... Coleman
- Ted Levine .... General McGrath
- Frederique Van Der Wal .... Amazonia
- Musetta Vander .... Munitia
- Sofia Eng .... Miss Lippenreider
- Bai Ling .... Miss East
- Garcelle Beauvais-Nilon .... Belle

## Produção

### Desenvolvimento
Variety informou pela primeira vez em janeiro de 1992 que a Warner Bros. optou pelos direitos para o cinema do seriado de televisão de Michael Garrison, The Wild Wild West, e contratou Richard Donner para dirigir uma adaptação cinematográfica de um roteiro de Shane Black, que teria estrelado Mel Gibson como Jim West (Donner, por coincidência, dirigiu três episódios da série original). No entanto, Donner e Gibson deixaram o projeto para trabalhar na versão cinematográfica de Maverick em 1994. No entanto, o projeto continuou no estágio de desenvolvimento, com rumores de Tom Cruise para protagonista em 1995. No entanto, Cruise estrelou uma adaptação cinematográfica de Mission: Impossible no ano seguinte.
As discussões com Will Smith e o diretor Barry Sonnenfeld começaram em fevereiro de 1997. A Warner Bros. perseguiu George Clooney para co-estrelar como Artemus Gordon, com Kevin Kline, Matthew McConaughey e Johnny Depp também na disputa pelo papel, enquanto S. S. Wilson e Brent Maddock foram contratados pelo estúdio para reescrever o roteiro entre abril e maio de 1997. Clooney assinou contrato em agosto seguinte após deixar Jack Frost, enquanto Jeffrey Price e Peter S. Seaman também foram trazidos a bordo pelo estúdio para outra reescrita. A filmagem principal deveria começar em janeiro de 1998, mas foi adiada para 22 de abril de 1998. Em dezembro de 1997, Clooney desistiu após um acordo com Sonnenfeld: "No fim das contas, todos decidimos que, em vez de danificar esse projeto, tentando adaptar o papel para mim, era melhor me afastar e deixá-los buscar outra pessoa".

### Escrita
O filme apresentou várias mudanças significativas em relação à série de televisão. Por exemplo, o Dr. Loveless, retratado por Kenneth Branagh no filme, passou de um anão a um homem sem pernas e confinado a uma cadeira de rodas a vapor (semelhante à usada pelo vilão no episódio da série "The Night of the Brain"); seu primeiro nome também foi mudado de Miguelito para Arliss e recebeu o motivo de um sulista que buscou a derrota do Norte após a Guerra Civil Americana. Kevin Kline interpreta Gordon, cujo personagem era semelhante à versão original interpretada por Ross Martin exceto que ele era muito mais competitivo com Jim West, além de ser muito mais egoísta. O roteiro do filme fez com que Gordon, de Kline, criasse invenções mais ridículas, engraçadas e implausíveis do que aquelas criadas por Gordon de Martin na série de televisão. O filme também está representado West e Gordon como rivais competitivos (quase ao ponto de uma antipatia mútua e desconfiança um do outro), Considerando que na série de televisão, West e Gordon tinham uma amizade muito próxima e de confiança um ao outro com suas vidas. Embora Gordon tenha realmente personificado Grant na série ("The Night of the Steel Assassin", "The Night of the Colonel's Ghost" e "The Night of the Big Blackmail"), eles não foram interpretados pelo mesmo ator. Além disso, na série de TV West foi interpretada por Robert Conrad, um caucasiano em vez de um afro-americano — que serve como ponto crítico da trama, pois os pais de West estavam entre as vítimas do massacre de Loveless em New Liberty. Que incluiu, para um pequeno grau, algumas das questões raciais, já que certamente teria sido difícil para um homem negro ser um agente do serviço secreto dos Estados Unidos no final do século XIX. No entanto, no final de "The Night of the Returning Dead", West e Gordon convidaram um personagem afro-americano interpretado pelo ator convidado Sammy Davis, Jr. para se juntar ao departamento.
Jon Peters produziu o filme ao lado do diretor Sonnenfeld. Em um evento de perguntas e respostas de 2002 que aparece em An Evening with Kevin Smith, o cineasta Kevin Smith falou sobre trabalhar com Peters em um quinto filme em potencial do Super-Homem em 1997, revelando que Peters tinha três exigências para o roteiro. A primeira exigência era que o Superman não usasse o traje, a segunda era que o Superman não voasse e a terceira era que o Superman lutasse com uma aranha gigante no terceiro ato. Depois que Tim Burton entrou a bordo, o roteiro de Smith foi descartado e o filme nunca foi produzido devido a complicações adicionais. Um ano depois, ele observou que Wild Wild West, com Peters a bordo como produtor, foi lançado com a inclusão de uma aranha mecânica gigante no ato final. Neil Gaiman disse que Peters também insistia que uma aranha mecânica gigante fosse incluída em uma proposta de adaptação cinematográfica de The Sandman.
O filme tem semelhanças significativas com Batman: The Animated Series no episódio "Showdown" de 1995, com Jonah Hex.

## Filmagem
As filmagens começaram em 1998. As seqüências nos trens de Artemus Gordon e Dr. Loveless foram filmadas em sets nos estúdios da Warner Bros. Burbank, 4000 Warner Boulevard, Burbank, Califórnia. O exterior do trem foi gravado em Idaho, na estrada de ferro Camas Prairie. The Wanderer é retratado pelo Baltimore & Ohio 4-4-0 No. 25, uma das mais antigas locomotivas a vapor em operação nos EUA. Construído em 1856 na Mason Machine Works em Taunton, Massachusetts, mais tarde foi renomeado como "William Mason" em homenagem ao seu fabricante. Durante a pré-produção, o motor foi enviado às lojas de vapor na Strasburg Rail Roadpara para restauração e repintura. A locomotiva é trazida para o B&O Train Museum nos "Steam Days" de Baltimore. O "William Mason" e o "Virginia and Truckee 22 Inyo" (que era a locomotiva usada na série original de televisão) apareceram no filme de 1956 da Disney, The Great Locomotive Chase.
Grande parte das filmagens do oeste selvagem foi filmada em Santa Fé, Novo México, particularmente no set de produções de faroeste ambientado no Cook Movie Ranch (agora Cerro Pelon Ranch). Durante as filmagens de uma sequência envolvendo acrobacias e pirotecnia, um incêndio planejado na construção ficou fora de controle e rapidamente sobrecarregou as equipes de bombeiros locais que estavam aguardando. Grande parte da cidade foi destruída antes que o fogo fosse contido.

## Música
A trilha sonora orquestral do filme, incluindo o tema principal, foi composta e conduzida por Elmer Bernstein, veterano de muitas trilhas de faroeste, como The Magnificent Seven. A trilha segue principalmente a tradição sinfônica do gênero faroeste, e às vezes também reconhece a brincadeira anacrônica do filme, empregando um estilo musical mais contemporâneo, com notável percussão do rock e órgão eletrônico. A trilha também incorpora brevemente o tema de Richard Markowitz da série de televisão em uma sugestão (não creditada no filme e não incluída no álbum) – ironicamente, esse foi um dos poucos elementos a ser fiel à série de televisão original, que também não deu crédito a Markowitz pelo tema. Partes adicionais da trilha foram compostas pelo filho de Bernstein, Peter Bernstein, enquanto sua filha Emilie serviu como um dos orquestradores e produtores.
Como na maioria de seus filmes nesse período, Will Smith gravou uma música de hip hop baseada no enredo do filme, também intitulado "Wild Wild West". "Wild Wild West" foi o hit número 1 nas paradas pop dos EUA, mas também ganhou o Framboesa de Ouro de pior música original. Foi produzido por Rob Fusari, que levantou sample do hit de 1976 de Stevie Wonder, "I Wish". A música também apresenta vocais convidados do grupo de R&B Dru Hill e foi um veículo de estreia para o vocalista de Dru Hill, Sisqó. O rapper da velha guarda Kool Moe Dee gravou um single "Wild Wild West", em 1987, no qual ele repete o refrão de seu antigo "Wild Wild West" como o refrão deste novo "Wild Wild West". Uma performance da música de Smith, Dee, Dru Hill e Sisqó no MTV Movie Awards de 1999 incluiu Wonder fazendo uma reprise do refrão no piano.

### Lista de faixas
Todas as músicas compostas por Todas as músicas compostas por Elmer Bernstein, exceto conforme indicado.
| N.º            | Título                                                          | Duração |  |
| 1.             | "Main Title"                                                    | 3:00    |  |
| 2.             | "West Fights"                                                   | 1:14    |  |
| 3.             | "Dismissal"                                                     | 2:13    |  |
| 4.             | "East Meets West"                                               | 1:15    |  |
| 5.             | "Of Rita, Rescue and Revenge"                                   | 5:43    |  |
| 6.             | "Trains, Tanks and Frayed Ropes" (Composto por Peter Bernstein) | 4:03    |  |
| 7.             | "The Cornfield"                                                 | 1:09    |  |
| 8.             | "Loveless' Plan"                                                | 4:45    |  |
| 9.             | "Goodbye Loveless" (Composto por Peter Bernstein)               | 4:33    |  |
| 10.            | "Ride the Spider"                                               | 2:14    |  |
| Duração total: | Duração total:                                                  | 30:12   |  |

## Lançamento
Após a liberação em 30 junho de 1999 ao lado do filme de animação proibido para menores de 17 anos da Paramount Pictures e Warner Bros. Pictures South Park: Bigger, Longer & Uncut, várias notícias surgiram afirmando que os espectadores adolescentes estavam comprando bilhetes para ver o proibido para menores de 13 anos Wild Wild Oeste nos cinemas, mas foram ver South Park. Isso foi resultado de uma repressão da indústria cinematográfica que tornaria mais difícil a entrada de crianças nos filmes classificados como restrito para menores de 17 anos, como proposto pelo presidente dos EUA Bill Clinton na época em resposta ao pânico moral gerado pelo Massacre de Columbine, que ocorreu dois meses antes do lançamento dos dois filmes.

### Marketing
A Warner Bros. promoveu Wild Wild West como um Blockbuster esperado no verão, em vez do filme de animação de Brad Bird, The Iron Giant, que foi lançado dois meses depois de Wild Wild West. Isso gerou polêmica quando The Iron Giant estava se tornando mais bem-sucedido em termos críticos do que Wild Wild West, após ser lançado, apesar de, eventualmente, ter um desempenho fraco nas bilheterias devido ao estúdio decidir gastar seu dinheiro em marketing para Wild Wild West entre outros filmes.

### Mídia doméstica
Warner Home Video lançou Wild Wild West em VHS e DVD em 30 de novembro de 1999, e em Blu-ray em 29 de maio de 2011.

## Recepção

### Bilheteria
Wild Wild West arrecadou US$27,7 milhões em seu dia de estreia, ocupando o primeiro lugar nas bilheterias norte-americanas. O filme foi encerrado em 7 de outubro de 1999 após cinco meses, tendo arrecadado US$113,8 milhões no mercado interno e US$108,3 milhões no exterior, totalizando um total mundial de US $222,1 milhões, em um orçamento de produção de US$170 milhões.

### Resposta da crítica
Wild Wild West recebeu revisões geralmente negativos de críticos de cinema, com um índice de aprovação de 17% no Rotten Tomatoes, baseado em 131 comentários com uma classificação média de 4.1/10. O consenso afirma: "Bombástico, maníaco, e em grande parte livre de rir, Wild Wild West é uma falha de ignição bizarro em que um maior cuidado foi derramado sobre os efeitos especiais do que no roteiro". Em Metacritic, o filme tem uma pontuação de 38 em 100, com base em 25 críticos, indicando "críticas geralmente desfavoráveis". As audiências consultadas pelo CinemaScore deram ao filme uma nota média de "C+" na escala A+ a F.
Roger Ebert, do Chicago Sun-Times, deu ao filme uma estrela em cada quatro, afirmando que "Wild Wild West é uma zona morta de comédia. Você olha incrédulo enquanto as cenas caem e morrem. O filme é todo conceito e sem conteúdo; o elaborado efeitos especiais são como assistir dinheiro queimar na tela". Janet Maslin, do The New York Times, deu uma crítica negativa ao filme, dizendo que o filme "deixa a realidade tão longe para trás que sua narrativa seria arbitrária mesmo para os padrões dos quadrinhos, e seus personagens não compartilham um terreno comum ou conexão emocional".

### Prêmios e nomeações
O filme também ganhou cinco prêmios Framboesa de Ouro incluindo Pior Filme, Pior Diretor, Pior Casal na Tela (Kevin Kline e Will Smith), Pior Roteiro (S. S. Wilson, Brent Maddock, Jeffrey Price e Peter S. Seaman) e Pior Canção Original ("Wild Wild West"). Cada prêmio Framboesa de Ouro foi "aceito" em pessoa por Robert Conrad, que havia retratado Jim West na série original de TV e filmes subseqüentes. Ele aceitou os prêmios para mostrar suas objeções ao filme. O filme também foi indicado para Pior Ator para Kevin Kline, Pior Ator Coadjuvante por Kenneth Branagh e Pior Atriz Coadjuvante para ambos Salma Hayek e Kevin Kline como uma prostituta.
- Pior Filme - Jon Peters e Barry Sonnenfeld
- Pior Diretor - Barry Sonnenfeld
- Pior Casal na Tela - Kevin Kline e Will Smith
- Pior Roteiro - História de Jim Thomas e John Thomas, roteiro de S. S. Wilson, Brent Maddock, Jeffrey Price, e Peter S. Seaman, baseado nos personagens da série de televisão criados por Michael Garrison
- Pior Canção Original - "Wild Wild West"

O filme também recebeu indicações para:
- Pior Ator - Kevin Kline (perdeu para Adam Sandler em Big Daddy)
- Pior Ator Coadjuvante - Kenneth Branagh (perdeu para Ahmed Best em Star Wars: Episode I - The Phantom Menace)
- Pior Atriz Coadjuvante - Salma Hayek (perdeu para Denise Richards em The World Is Not Enough)
- Pior Atriz Coadjuvante - Kevin Kline como uma prostituta (perdeu para Denise Richards em The World Is Not Enough)

No lado positivo, Salma Hayek ganhou na categoria de melhor atriz coadjuvante de ação no Blockbuster Entertainment Awards de 2000, onde o filme também foi indicado nas categorias de melhor vilão para Kenneth Branagh, melhor time em ação para Will Smith e Kevin Kline, melhor canção de filme pela canção "Wild Wild West" e melhor trilha sonora. Salma Hayek recebeu uma indicação de atriz de destaque em um longa-metragem na premiação ALMA Award.

## Trilha sonora
Uma trilha sonora contendo hip hop e música R&B foi lançada em 15 de junho de 1999 pela Interscope Records e Overbrook Music. Ele alcançou o 4º lugar na Billboard 200 e nos principais álbuns de R&B/Hip-Hop.

## Vídeo game
Um jogo eletrônico de ação e aventura intitulado Wild Wild West: The Steel Assassin foi publicado, desenvolvido e lançado pela SouthPeak Interactive em 7 de dezembro de 1999, oito meses após o lançamento do filme.

## Controvérsia
Em 1997, o escritor Gilbert Ralston processou a Warner Brothers sobre o próximo filme baseado na série. Ralston ajudou a criar a série de televisão The Wild Wild West, e roteiro do episódio piloto, "The Night of the Inferno". Em um depoimento, Ralston explicou que foi abordado em 1964 pelo produtor Michael Garrison, que "disse que eu tinha uma ideia para uma série, uma boa ideia comercial e queria saber se eu poderia colar a ideia de um herói de western e um James Bond estarem juntos no mesmo show". Ralston disse que, em seguida, criou os personagens da Guerra Civil, o formato, o resumo da história e nove rascunhos do script que foi a base para a série de televisão. Foi ideia dele, por exemplo, para ter um agente secreto chamado Jim West, que iria realizar missões secretas para um trapalhão Ulysses S. Grant.
A experiência de Ralston trouxe à tona uma prática comum de Hollywood nas décadas de 1950 e 1960, quando escritores de televisão que ajudaram a criar séries populares permitiram que produtores ou estúdios recebessem crédito por um programa, enganando os escritores em milhões de dólares em royalties. No entanto, Ralston morreu em 1999 antes de seu processo ser resolvido, resultando na Warner Bros. pagando à sua família entre US$600,000 e US$1,5 milhão.

## Legado
Wild Wild West é mencionado em um episódio da terceira temporada de South Park intitulado "Cat Orgy", onde Eric Cartman se disfarça e trata de parecer-se com James West e realiza um breve rap de Will Smith parodiando a canção "Wild Wild West" (foi feito na mesma época do filme). A aranha mecânica foi parodiada em outros meios de comunicação, incluindo Os Simpsons, no episódio "Sweetest Apu". O filme foi considerado filme cult por conta do vestuário steampunk dos personagens, até hoje replicados. A música "Wild Wild West" aparece no jogo de videogame Just Dance 4. A música também foi composta pela banda Inglesa The Escape Club por Trevor Steel, Milan Zekavica, John Christoforou (Também conhecido por Johnnie Christo) e John Holliday em seu segundo álbum de mesmo nome em 11 de Julho de 1988, sendo o hit n° 1 nos EUA, meses depois, em 12 de Novembro do mesmo ano